# Щекутьев, Александр Гаврилович
Алекса́ндр Гаври́лович Щеку́тьев (22 июня 1903, Урусово — 7 ноября 1986, Москва) — советский оператор документального кино, фронтовой кинооператор в годы Великой Отечественной войны. Лауреат двух Сталинских премий второй степени (1946, 1948).

## Биография
Родился в селе Урусово (ныне Чаплыгинский район, Липецкая область). С 1914 по 1917 год подрабатывал на галантерейном складе «Мозер». В период 1918—1919 годов служил в 3-м Московском батальоне. С 1920 по 1922 год был инструктором уездного комитета РКП(б) и уполномоченным политбюро Рязанской губернской ЧК в Раненбурге. С 1923 года — уполномоченный губернского отдела ОГПУ при СНК СССР в Саратове. В 1924 году после окончания Центральных курсов ОГПУ был секретарём Сратовского губернского совета народных комиссаров.
В кино с 1925 года. Вначале был помощником режиссёра и администратором на Московской кинофабрике «Госкино», в отделе кинохроники «Совкино». С 1932 года — помощник редактора треста «Союзкинохроника» в Москве. В период 1933—1934 годов — заместитель начальника, начальник производства кинопоезда «Союзкинохроники». В 1934 году перешёл в ассистенты оператора, с 1935 года — оператор на Московской студии кинохроники (Центральная студия кинохроники — с 1940 года). Провёл большое количество официальных и специальных правительственных съёмок.
С началом войны призван в Красную армию от Центральной студии кинохроники. Снимал в киногруппах Юго-Западного, Западного, Волховского фронтов. С апреля 1943 года — оператор Центральной оперативной киногруппы, затем 3-го Украинского фронта.
С июля 1945 года — оператор, а затем и режиссёр на ЦСДФ. Снимал сюжеты для кинопериодики: «Дружба», «Железнодорожник», «Московская кинохроника», «На защиту родной Москвы», «Новости дня», «Советский спорт», «Советское искусство», «Социалистическая деревня», «Союзкиножурнал», «Страна Советская». Проработал до 1965 года.
Член РКП(б) с 1920 года, член Союза кинематографистов СССР (Москва) с 1957 года.
Скончался 7 ноября 1986 года в Москве. Похоронен на Востряковском кладбище города Москвы, участок 114, в родственной  могиле.

### Семья
Был дважды женат, первая жена — Анна Алексеевна (Ася) Щекутьева (1902—1987), двое детей —  Борис и Галина; племянник — Вячеслав Михайлович Щекутьев (1939—1992), звукооператор на ЦСДФ и в Агентстве печати «Новости»;
вторая жена — Зоя Смирнова, работала в кинолаборатории на ЦСДФ.

## Фильмография
Оператор
- 1937 — Рыбные богатства Дальнего Востока (в соавторстве)
- 1937 — Сыны трудового народа (в соавторстве)
- 1938 — На морских рубежах / Бой на море (в соавторстве)
- 1938 — Первое Мая (совместно с И. Беляковым, Р. Карменом, В. Фроленко)
- 1938 — Праздник сталинских соколов / Молодые патриоты (совместно с В. Фроленко)
- 1938 — Физкультурники обороны (в соавторстве)
- 1939 — Великая присяга (в соавторстве)
- 1939 — Москва — США (совместно с Н. Теплухиным, В. Штатландом)
- 1939 — Открытие ВСХВ (в соавторстве)
- 1940 — XXIII Октябрь (в соавторстве)
- 1940 — Праздник сталинской авиации (в соавторстве)
- 1940 — Халхин-Гол (в соавторстве)
- 1941 — XXIV Октябрь (Речь И. В. Сталина) (в соавторстве)
- 1941 — За полный разгром немецких захватчиков (совместно с И. Беляковым, В. Штатландом, А. Крыловым)
- 1941 — Первое Мая (в соавторстве)
- 1942 — К переговорам премьер-министра Великобритании Уинстона Черчилля с председателем Совнаркома СССР И. В. Сталиным (спецвыпуск) (в соавторстве)
- 1942 — Разгром немецких войск под Москвой (в соавторстве)
- 1943 — За Родину (в соавторстве)
- 1943 — Славяне, к оружию! (в соавторстве)
- 1943 — Тува
- 1943 — Тувинский народ — Красной армии
- 1944 — В освобождённой Молдавии (совместно с П. Русановым, И. Грязновым)[10]
- 1944 — Вступление Красной Армии в Бухарест (фронтовой спецвыпуск № 6) (совместно с Г. Донцом, А. Рубановичем)
- 1944 — Победа на Юге / Битва на Юге (в соавторстве)
- 1945 — XXVIII Октябрь (цветной и ч/б вариант; в соавторстве)
- 1945 — В день Победы (спецвыпуск) (в соавторстве, нет в титрах)
- 1945 — Всесоюзный физкультурный парад / Всесоюзный парад физкультурников (цветной и ч/б вариант; в соавторстве)
- 1945 — Парад Победы (ч/б вариант; в соавторстве)
- 1945 — Первомайский парад в Москве (в соавторстве)
- 1945 — Похороны А. С. Щербакова (в соавторстве)
- 1945 — Праздник советской науки (в соавторстве)
- 1946 — 1 Мая (цветной и ч/б вариант; в соавторстве)
- 1946 — Венгрия (в соавторстве)
- 1946 — День авиации (спецвыпуск) (в соавторстве)
- 1946 — День танкистов (в соавторстве)[11]
- 1946 — Молодость нашей страны (в соавторстве)
- 1946 — Народные таланты (в соавторстве)
- 1946 — Парад молодости (в соавторстве)
- 1946 — Разрушения произведений искусства и памятников национальной культуры, произведенные немцами на территории СССР (в соавторстве)[12]
- 1947 — Всесоюзный парад физкультурников (в соавторстве)
- 1947 — День Воздушного флота СССР (цветной и ч/б вариант; в соавторстве)
- 1947 — День победившей страны (в соавторстве)
- 1947 — На всеармейских конноспортивных соревнованиях 1947 года (в соавторстве)
- 1947 — Первое Мая (цветной и ч/б вариант; в соавторстве)
- 1947 — Слава Москве / Празднование 800-летия города Москвы (в соавторстве)
- 1947 — Советская Латвия (в соавторстве)
- 1948 — 1 Мая (цветной и ч/б вариант; в соавторстве)
- 1948 — XXXI Октябрь (в соавторстве)
- 1948 — День Воздушного флота СССР (цветной и ч/б вариант; в соавторстве)
- 1948 — День шахтёра (спецвыпуск) (в соавторстве)
- 1948 — На страже мира / 30 лет Советской армии (в соавторстве)
- 1948 — Чемпион мира[13]
- 1949 — 1 Мая 1949 года (цветной вариант; в соавторстве)[14]
- 1949 — XXXII Октябрь (в соавторстве)
- 1949 — Великий пример (в соавторстве)
- 1949 — Молодые строители коммунизма (в соавторстве)[15]
- 1949 — Пушкинские дни (в соавторстве)
- 1949 — Слово 28 миллионов (в соавторстве)[16]
- 1950 — В борьбе за первенство (в соавторстве)[17]
- 1950 — Корейские артисты в Москве (совместно с С. Семёновым, Р. Халушаковым)[18]
- 1950 — На кубок СССР по футболу (в соавторстве)
- 1951 — Декада украинского искусства и литературы в Москве (в соавторстве)
- 1951 — Делегация дружбы (в соавторстве)
- 1951 — День Воздушного флота СССР (в соавторстве)
- 1951 — Матчи дружбы (совместно с В. Ешуриным, М. Ошурковым, И. Сокольниковым, В. Штатландом)
- 1951 — Неделя детской книги (совместно с А. Шафраном, Г. Голубовым, К. Пискарёвым)
- 1951 — По Центрально-Чернозёмной полосе (совместно с А. Зенякиным, В. Штатландом)[19]
- 1952 — 150-летие со дня рождения В. Гюго (совместно с Ю. Монгловским, П. Опрышко)
- 1952 — Командное первенство СССР по боксу (совместно с Н. Вихиревым, А. Зенякиным, Е. Лозовским)
- 1952 — По берегам Нижней Волги (совместно с П. Русановым, Г. Земцовым)
- 1952 — Товарищеские встречи советских и болгарских футболистов (в соавторстве)
- 1953 — Великое прощание (не выпущен; в соавторстве)
- 1953 — Состязания футболистов СССР — Индия (в соавторстве)
- 1953 — Товарищеские встречи советских и шведских футболистов (в соавторстве)
- 1953 — Товарищеские состязания футболистов Москвы и Чехословакии (в соавторстве)
- 1954 — Дворец науки (в соавторстве)
- 1954 — Ёлка в Кремле (совместно с Б. Макасеевым, А. Истоминым, Р. Халушаковым, В. Сурниным)
- 1954 — «Жиронда» (Франция) – «Динамо» (Москва) (в соавторстве)
- 1954 — Праздник на стадионе «Динамо» (в соавторстве)[20]
- 1954 — Праздник нашей молодости (в соавторстве)
- 1954 — Футбол СССР — Венгрия (в соавторстве)[21]
- 1955 — В чудесном городе (совместно с И. Гутманом, Е. Ефимовым, А. Сёминым)[22]
- 1955 — Встречи на ринге (совместно с Ю. Бородяевым, Е. Легатом)[23]
- 1955 — Вторая сессия Верховного Совета СССР четвёртого созыва 3—9 февраля 1955 г. (совместно с И. Беляковым, С. Гусевым, Б. Макасеевым, Р. Халушаковым)[24]
- 1955 — Международные товарищеские встречи по хоккею (совместно с Ю. Бородяевым, Л. Максимовым)
- 1955 — Москва праздничная (в соавторстве)
- 1955 — На Всесоюзной сельскохозяйственной выставке (совместно с Е. Ефимовым, Г. Захаровой, А. Левитаном, А. Сологубовым)
- 1955 — Переговоры между правительственными делегациями Советского Союза и Германской Федеральной Республики (совместно с В. Киселёвым, М. Ошурковым, В. Ходяковым, С. Семёновым)
- 1955 — Пребывание правительственной делегации Германской Демократической Республики в Москве (в соавторстве)
- 1955 — Премьер-министр Бирманского Союза У Ну в СССР (в соавторстве)[25]
- 1955 — Футбол Англия — СССР (в соавторстве)[26]
- 1955 — Этого допустить нельзя (совместно с Г. Захаровой, Б. Макасеевым, А. Сологубовым)
- 1956 — Акт дружбы (совместно с В. Копалиным)[27]
- 1956 — В гостях у финских друзей (совместно с В. Комаровым)
- 1956 — На пятой сессии Верховного Совета СССР (в соавторстве)
- 1956 — Они выступали в Москве (совместно с Б. Макасеевым, А. Хавчиным, В. Цитроном)[28]
- 1956 — Открытие спартакиады народов СССР (в соавторстве)
- 1956 — Праздник юности (совместно с И. Грачёвым)[29]
- 1956 — Пребывание албанской парламентской делегации в СССР (в соавторстве; нет в титрах)
- 1956 — Советско-японские переговоры в Москве (совместно с В. Киселёвым, А. Хавчиным, И. Чупиным)[30]
- 1957 — Арена дружбы (совместно с А. Лебедевым, И. Михеевым, М. Ошурковым)
- 1957 — Герои Бреста (совместно с С. Киселев, П. Опрышко, В. Пужевичем, Г. Серовым)[31]
- 1957 — Нерушима албано-советская дружба (совместно с В. Штатландом, В. Ходяковым)[32]
- 1958 — Города меняют облик (совместно с Б. Макасеевым, Г. Монгловской, Л. Панкиным, К. Ряшенцевым)[33]
- 1958 — Международные соревнования по академической гребле. СССР — США (совместно с А. Шмаковым, И. Грачёвым, В. Комаровым, Л. Зайцевым)[34]
- 1958 — Праздник православия (совместно с А. Листвиным, А. Софьиным, В. Страдиным, В. Штатландом)[35]
- 1959 — День нашей жизни (в соавторстве)
- 1959 — Единение и братство (в соавторстве)[36]
- 1959 — На приз Москвы (совместно с Е. Лозовским)[37]
- 1960 — Футбол Польша — СССР (в соавторстве)[38]
- 1961 — Большой совет тружеников села (в соавторстве)[39]
- 1961 — Выставка изобразительного искусства пограничников (совместно с А. Крыловым)[40]
- 1961 — Имя его переживёт века (совместно с А. Козаков, М. Прудниковым)[41]
- 1962 — Богатыри оспаривают приз (совместно с В. Воронцовым, С. Киселёвым, Ю. Леонгардтом)
- 1964 — Бокс СССР — Польша (совместно с  Л. Михайловым, Е. Федяевым)[42]
- 1964 — У Тан — гость Советского правительства (совместно с А. Кричевским)[43]

Режиссёр
- 1948 — Советское сыроделие[44]
- 1959 — Единение и братство[36]
- 1961 — Выставка изобразительного искусства пограничников[40]
- 1961 — Имя его переживёт века[41]
- 1962 — Недаром помнит вся Россия[45]
- 1963 — Мы с вами, патриоты Вьетнама[46]
- 1964 — Международная конференция горняков[47]

## Награды и премии
- орден Трудового Красного Знамени (1948) — за достигнутые успехи в деле развития и усовершенствования цветной кинематографии[48];
- Сталинская премия второй степени (29 июня 1946) — за кинокартину «Всесоюзный физкультурный парад» (1945)[7];
- Сталинская премия второй степени (2 апреля 1948) — за кинокартину «День Воздушного Флота СССР» (1947)[7];
- орден Отечественной войны II степени (6 ноября 1985)[49];
- орден Трудового Красного Знамени (15 сентября 1948)[7];
- медаль «За оборону Москвы»[7];
- медаль «За победу над Германией в Великой Отечественной войне 1941—1945 гг.»[7];
- медали СССР[7].

## Комментарии
1. ↑  В том числе кинохроникальные сюжеты:

  - Речь И. В. Сталина на предвыборном собрании Сталинского избирательного округа г. Москвы (1937)
  - 1 сессия Верховного Совета РСФСР (1938)
  - Речь В. М. Молотова на 1-й сессии Верховного Совета СССР (1938)
  - XVIII съезд ВКП(б) (1939; 5 выпусков)
  - Внеочередная V сессия Верховного Совета СССР 1-го созыва (1939)
  - VI сессия Верховного Совета СССР 1-го созыва (1940; 2 выпуска)
  - Похороны Михаила Ивановича Калинина (1946; спецвыпуск)
  - XI съезд профсоюзов (1954)
— данные из Биофильмографического справочника «Создатели фронтовой кинолетописи» А. Дерябина (2016)[6].